# Pseuderannis obliquaria
Pseuderannis obliquaria är en fjärilsart som beskrevs av John Henry Leech 1897. Pseuderannis obliquaria ingår i släktet Pseuderannis och familjen mätare. Inga underarter finns listade i Catalogue of Life.